# Juncus canadensis
Juncus canadensis là một loài thực vật có hoa trong họ Juncaceae. Loài này được J.Gay ex Laharpe mô tả khoa học đầu tiên năm 1825.

## Hình ảnh

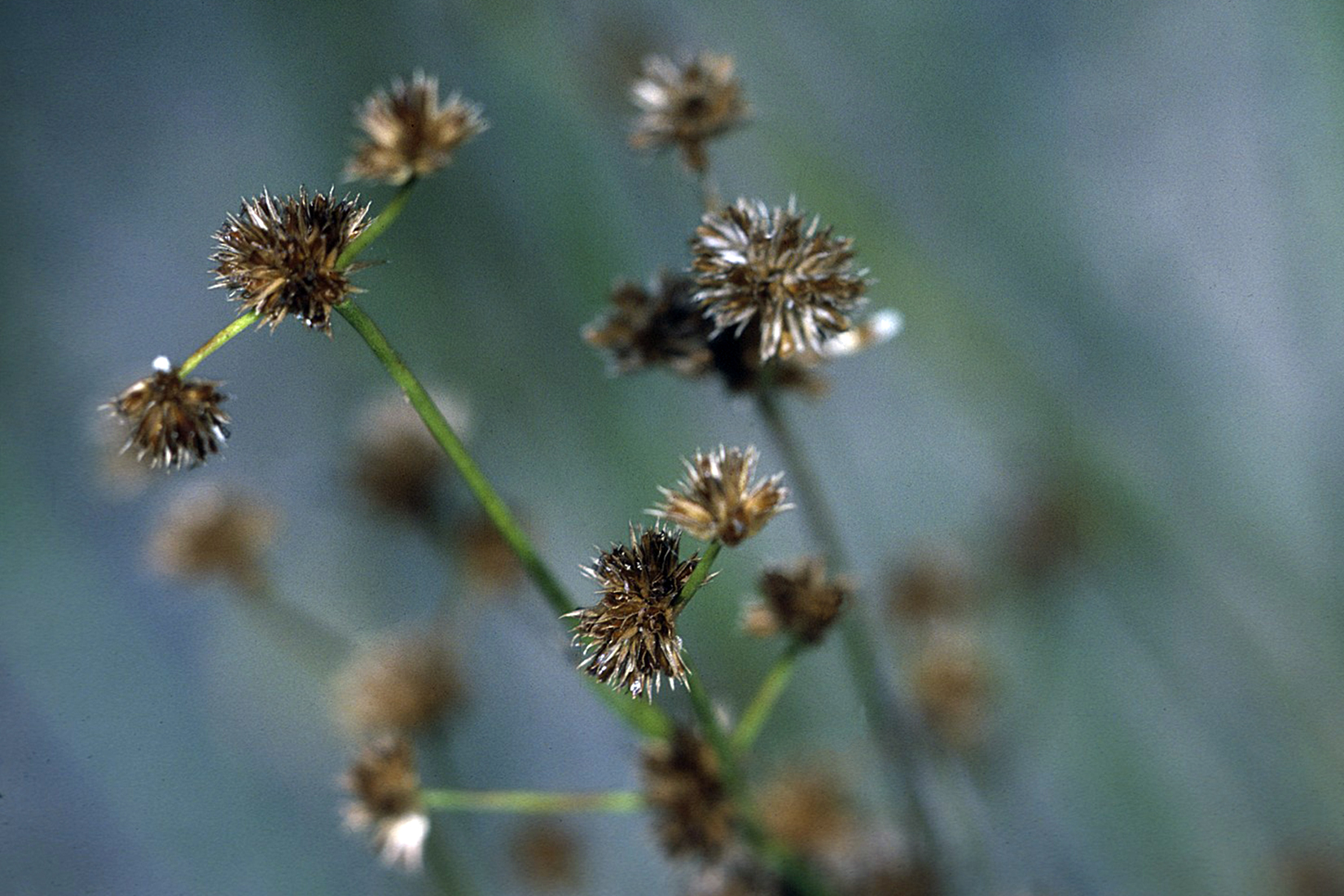
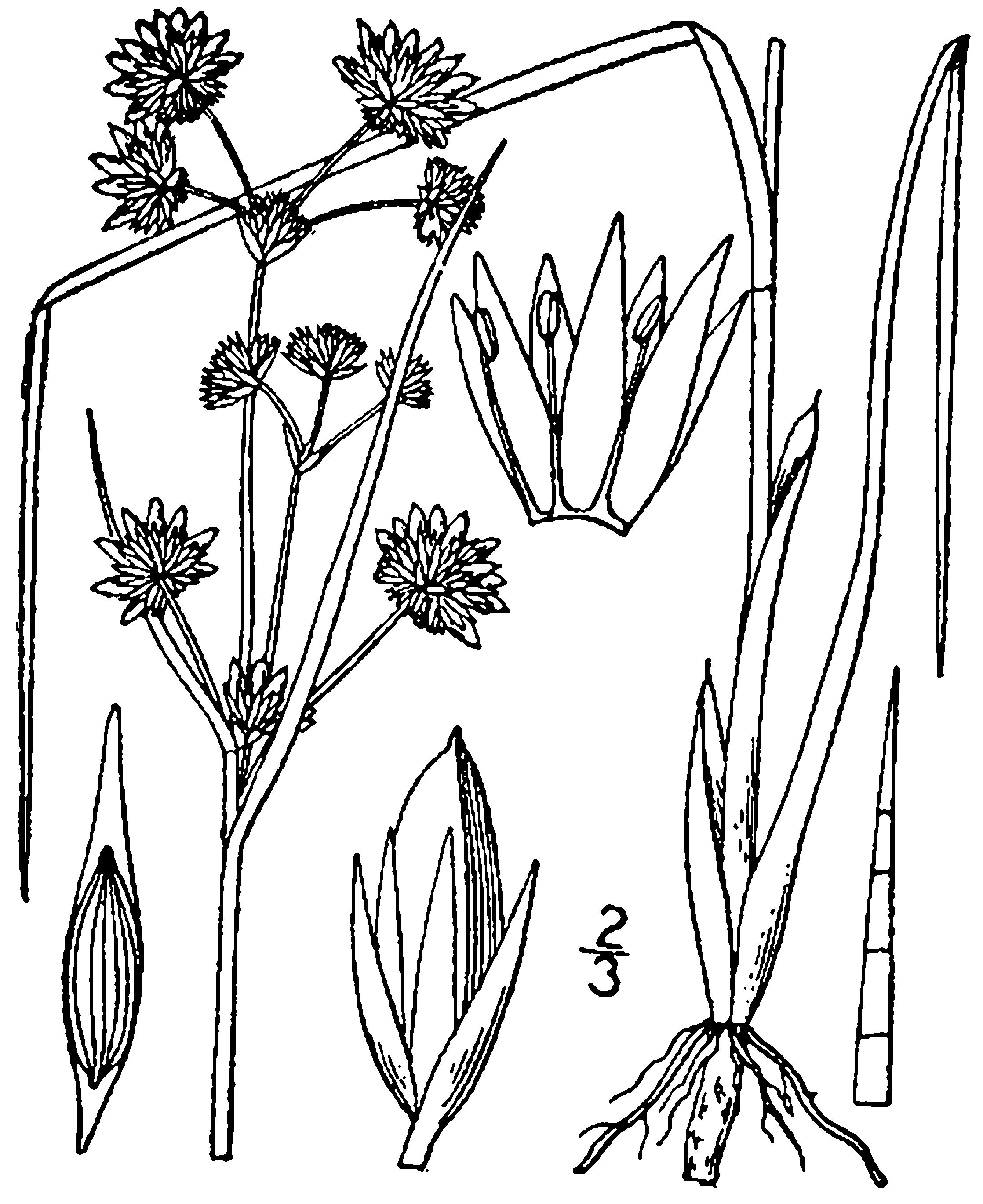
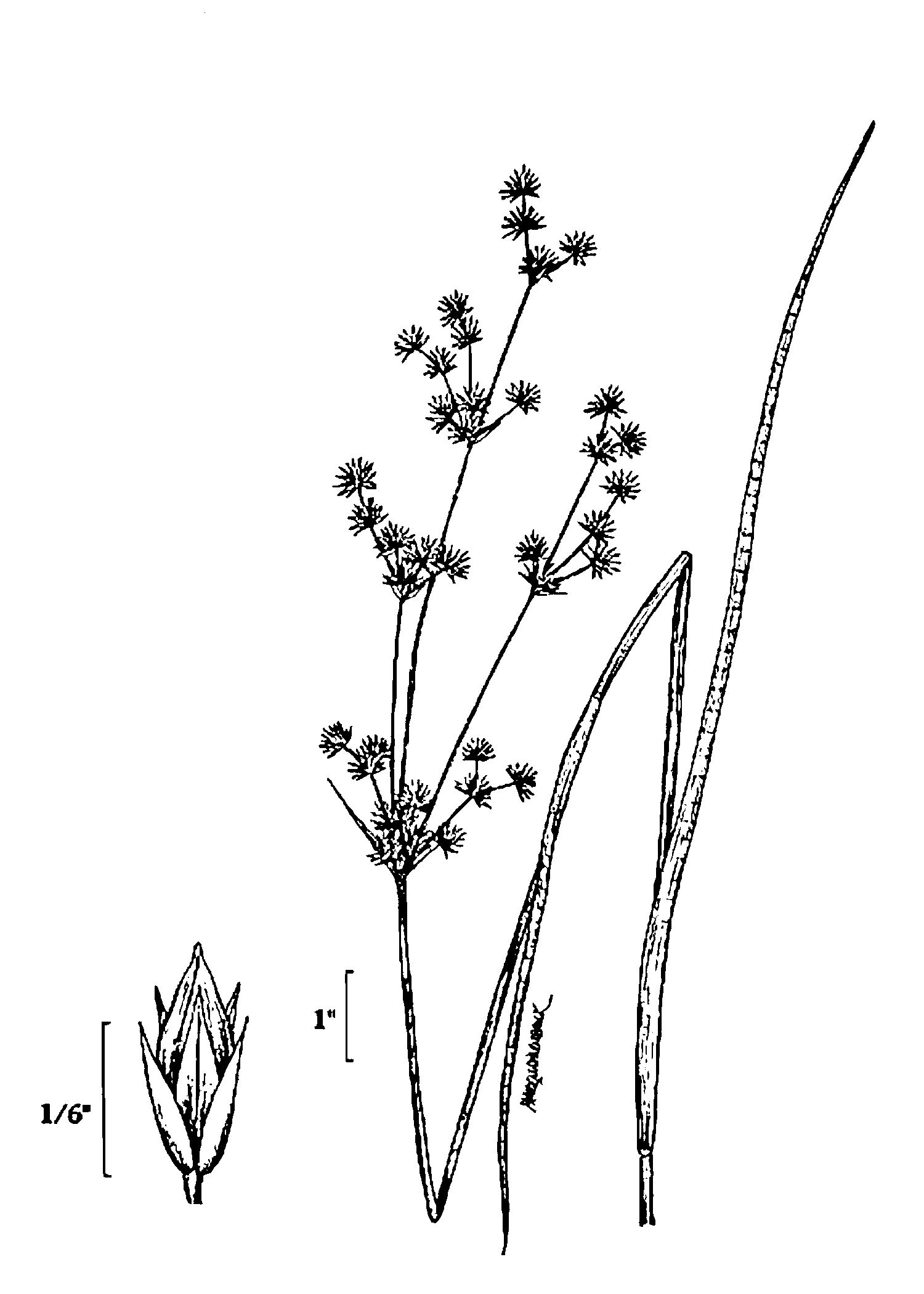